# 第一代泰德男爵亚瑟·泰德
亚瑟·威廉·泰德，第一代泰德男爵（英語：Arthur William Tedder, 1st Baron Tedder，1890年7月11日—1967年6月3日）GCB，英国皇家空军元帅。他在一戰時是一名陸軍皇家飛行隊戰鬥機機師以及飛行中隊隊長，二戰期間負責指揮中東的皇家空軍，曾參與在地中海和北非的行動，包括克里特撤退和北非的十字軍行動。他的轟炸有泰德地毯之稱。後來泰德成為盟軍地中海空軍司令部司令、參與計劃入侵西西里和義大利。當大君主作戰制定時，泰德成為盟軍遠征部隊最高司令部副司令，地位僅次於德懷特·艾森豪。戰後成為英國皇家空軍參謀長，期間面對大量機師流失，因此他主張招聘人手，同時把英國皇家空軍戰鬥機司令部增編一倍，1948年他落實柏林封鎖的空運。

## 生平

### 早年生涯
1890年7月11日，亞瑟·威廉·泰德在格拉斯哥北面的斯特靈出世，母親名叫艾米莉·夏洛特·泰德(Emily Charlotte Tedder)，原姓布萊森（Bryson）；父親亞瑟·約翰·泰德爵士（Sir Arthur John Tedder）是一名海關専員，負責設計老年退休金計劃， 父親的職業令年輕的泰德認識英國不同的島嶼，包括1895至1898年在昔德蘭群島的勒威克以及1899至1901年在埃爾根。1902年，泰德一家搬往克羅伊登，泰德亦入讀惠特吉夫特學校。1909年泰德入讀劍橋大學 泰德當時屬於莫德林學院，他在劍橋時修讀歷史。1912年6月，泰德獲得了二等二級營譽學位。 
1912年暑假，泰德在柏林學習德文。新學年開始時，泰德回到莫德林完成第四年的學習，準備將來成為外交官。1913年9月2日，當他在大學的最後一天時，泰德任官為多塞特團的少尉。
泰德在大學畢業後成為軍校學生，並於1914年2月離開英國，前往斐濟服役。當一戰爆發時，泰德發現斐濟的生活與他的興趣有落差，因此他回到英國，加入正規部隊。

### 軍事生涯

#### 第一次世界大戰
1914年10月14日，泰德擢升為中尉。12月時回到英國。他調往一個位於多塞特海岸的預備役。1915年2月，泰德的膝蓋嚴重受傷，令他無法完成整個步兵役。雖然他大部份時間都在加萊的一個軍營裏，他申請調往英國皇家飛行隊。
1916年1月，泰德加入皇家飛行隊，並入讀第一航空學校(No. 1 School of Aeronautics)。他在1916年3月21日擢升為上尉。4月他進入中央飛行學校，在那裏他學懂駕駛飛機。1916年6月，他成為第25中隊 的飛行員，駕駛著布里斯托偵察機在西線服役。8月9日，泰德成為中隊的指揮官。1917年的第一天，泰德擢升成少校並委任成第70中隊的指揮官。泰德與裝備了Sopwith 1½ Strutter的新中隊留在西線。1917年5月26日，他獲授意大利銀製勇敢勳章。
1917年6月25日，泰德上任肖伯里皇家空軍基地的第67中隊長。6月24日，他成為駐埃及第38大隊長，7月23日他臨時擢升成中校。（中校軍階於1919年4月2日結束）

#### 戰間期
1919年5月，泰德成為Bircham Newton皇家空軍基地的第274中隊長，該中隊裝備了Handley Page V/1500——當時皇家空軍最大的轟炸機。同年8月1日，泰德接受了新成立的皇家空軍永久的任命。1920年2月，中隊改名成第207中隊並裝備DH9a轟炸機。1922-23年，由於恰納卡萊危機(Chanak Crisis)爆發，第207中隊派往土耳其。在1923年末至1924春期間泰德在皇家海軍參謀學院進修。
1924年元旦，泰德正式成為皇家空軍的中校，並於9月成為RAF Digby的基地指揮官和位於當地的第2飛行訓練學校(No. 2 Flying Training School)的校長，其後於1927年1月泰德成為空軍部中訓練部的參謀。1928年泰德入讀帝國防禦學院並於1929年1月成為皇家空軍參謀學院的助理校長。1931年1月1日，泰德擢升成上校並於翌年1月前往位於RAF Eastchurch的空軍軍備學校成為校長。1934年4月4日，泰德成為訓練部的主任。同年7月1日，泰德成為空軍准將。
1936年11月,泰德獲任命為英國皇家空軍遠東地區的指揮官，指揮著從緬甸到香港和婆羅洲的皇家空軍部隊。1937年2月1日，泰德獲得巴斯勳章，並於1937年7月1日擢升成少將。1938年7月，泰德成為空軍部中研究部的主任。

#### 第二次世界大戰

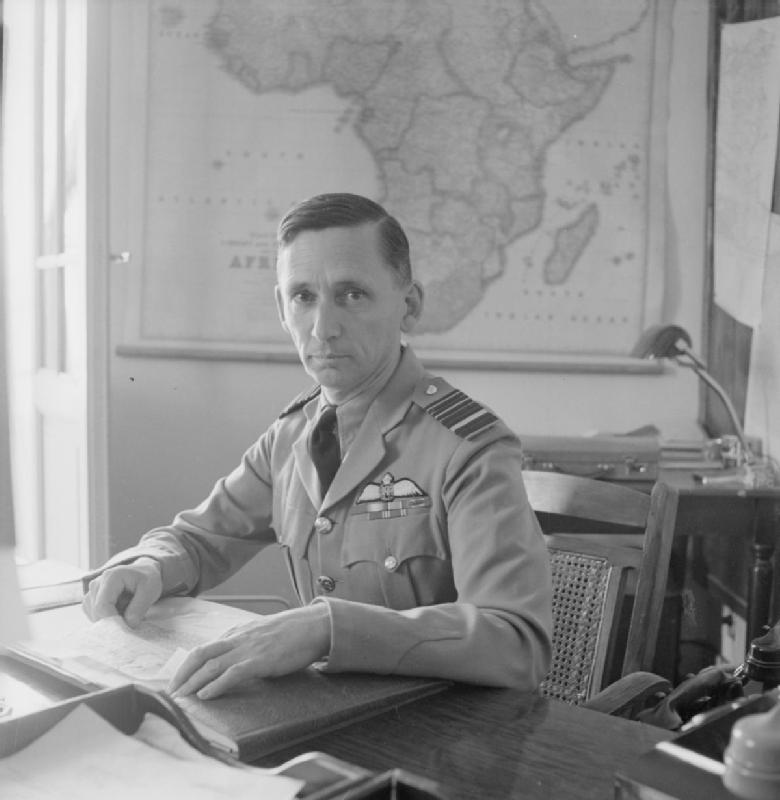
泰德於其駐埃及開羅的官邸辦工。（攝於1942年）

1939年戰爭爆發時，泰德調往新成立的戰機生產部, 但他未能與戰機生產大臣比弗布魯克勳爵好好合作，和首相邱吉爾的關係也欠佳。1940年11月29日，他成為英國皇家空軍中東戰區副總司令並臨時晉升成空軍中將(於1942年4月正式晉升)。
泰德於1941年6月1日成為中東戰區總司令。他並非邱吉爾的首選但原屬意人選奧雲·都鐸·博爾空軍少將被俘，故改任泰德。作為皇家空軍中東戰區總司令，他指揮皇家空軍於地中海及北非的空中行動，包括1941年5月於克里特島的撤退行動及1941年年尾位於北非的十字軍行動。泰德於1942年新年獲頒爵級司令巴斯勳章。1942年7月3日，他臨時晉升成空軍上將。
泰德監督於西部沙漠空中武力的建立，並且建立一個套有效的行動及管理政策，這套政策被視為盟軍取得第二次阿拉曼戰役勝利的關鍵。他的其中一個轟炸戰術後來稱為泰德地毯。他於1942年11月27日獲頒爵級大十字巴斯勳章以表揚他在中東的勤務。

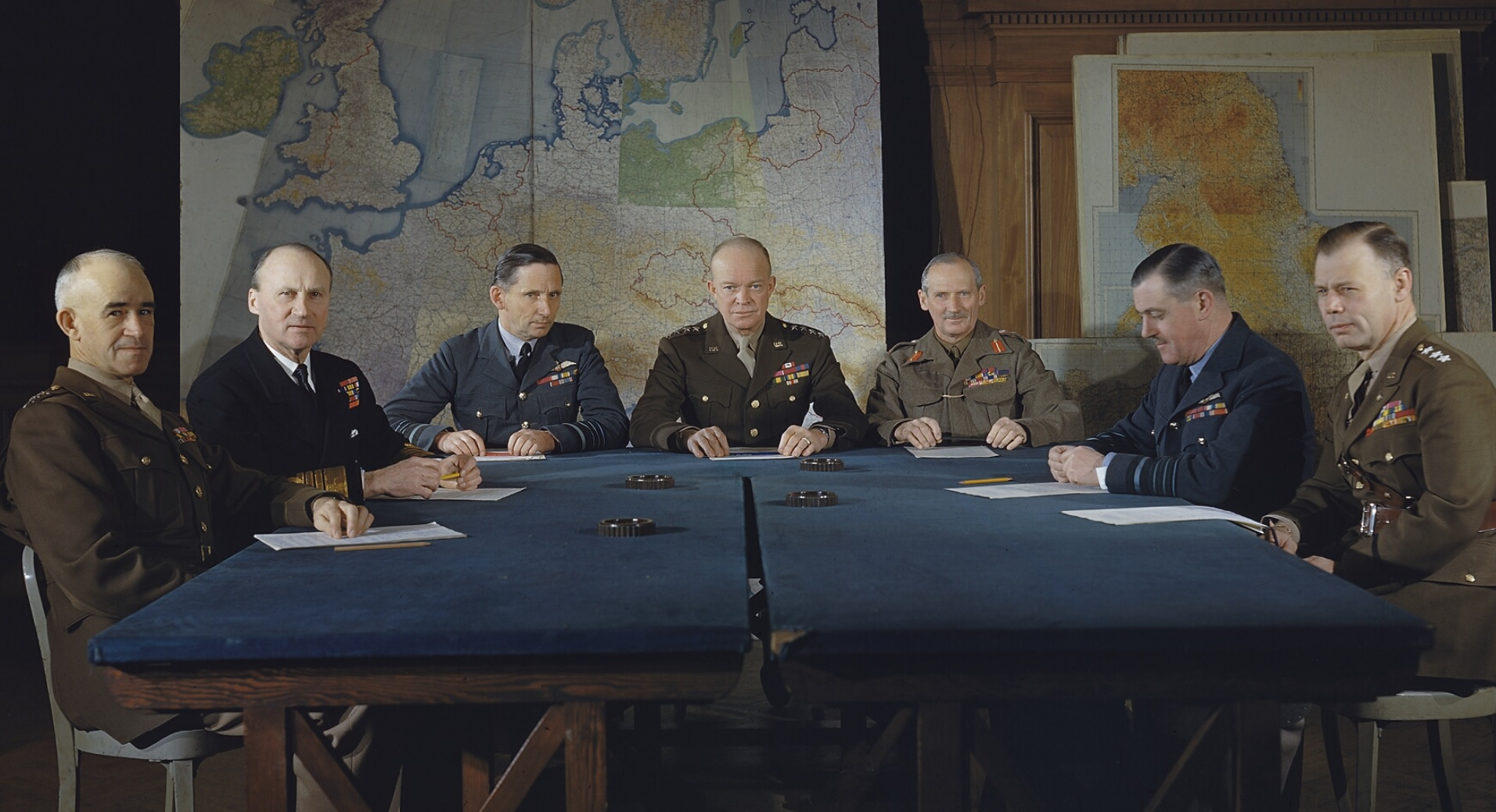
歐洲盟軍遠征軍司令部的亚瑟·泰德，在艾森豪威爾（中間）右手側

1943年2月泰德成為盟軍地中海空軍司令部總司令，隸屬於地中海戰區總司令艾森豪威爾將軍，並參與在盟軍入侵西西里及意大利的行動。他於1943年8月27日獲頒美國功绩勋章及於1943年10月1日獲頒大十字级波兰复兴勋章。1943年12月泰德成為盟軍地中海空軍司令。
當大君主作戰開始計劃時，泰德於1944年1月經艾森豪威爾任命為盟軍遠征部隊最高司令部（SHAEF）副司令。可是他對伯納德·勞·蒙哥馬利將軍產生反感，並於後來諾曼地戰役中批評蒙哥馬利的表現並提出把蒙哥馬利退出指揮。在戰爭的最後一年，盟軍在西線的突出部之戰受德軍壓制，泰德奉派蘇聯尋求紅軍協助。德國無條件投降時，泰德在德國無條件投降書代表艾森豪威爾簽署。1945年6月6日，他正式昇為空軍上將。1945年8月28日，泰德獲頒蘇聯一級庫圖佐夫勳章及於1945年9月12日晉升成英國皇家空軍元帥。

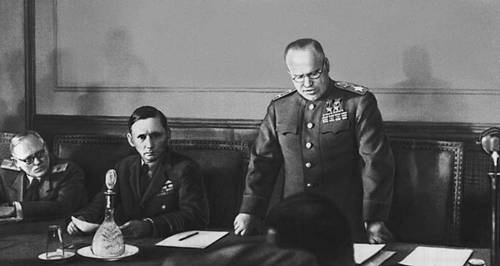
亞瑟·泰德（中間）於德國無條件投降書簽署儀式(1945年5月)。站立者為蘇聯朱可夫元帥，他正在宣讀投降條款。